# 楽勝!ハイパードール
『楽勝!ハイパー♥ドール』（らくしょう!ハイパードール）は、伊藤伸平による日本のSF漫画作品。1994年から1997年にかけて『月刊少年キャプテン』（徳間書店）に連載。1995年にはOVA化などメディアミックス展開が図られたが、掲載誌休刊により中断。単行本で完結した。さらに続編『楽勝!ハイパー♥ドールHG』が2002年から2003年にかけて、雑誌『トラウママンガマガジン』（インフォレスト、3号で休刊）に発表されたが休刊により中断。その後、2006年夏のコミックマーケットにおいて『楽勝!ハイパー♥ドール6』が発表された。『トラマガ』掲載分の再録と続編を収録しており、以後の夏コミにおいて続編が発表された。

## ストーリー
地球文明の維持を目的として銀河中央から地球に派遣されたハイパードールの2人、ドール・ミュウとドール・マイカ。二人は、普段は城南市の高校に通う文月美憂と水無月舞佳として、マンションの一室に暮らしている。
悪の組織カオスに改造された怪人が現れると、2人は衛星軌道にあるコンバーターからのエネルギーを受け、ハイパードールに変身する。乱暴な戦闘行動のため、必ず街は破壊され、死傷者が続出。警察、消防、自衛隊が出動する騒ぎになる。
男子高校生の赤井英夫は、そんな2人に興味を持ったがために「正体をバラすと首ねっこひっこ抜く」と脅され、2人に付き纏われる。さらに、ミュウたちは英夫の幼馴染の間祥子や、城南市警の藤堂警部、内閣情報調査室からクラス担任に派遣された小暮静江らとも交流を重ねていく。
作者特有の冷めた目線から時にシリアス、時にユーモラスなストーリーが展開していく。
やがて、カオスの設立者である元ナチスのザイクリットが、城南市にあるトラックス社に技術顧問として在籍していることや、同社の専務である春日が地球環境保護を目的としてカオスに資金と施設を提供していることが明らかとなっていき、ストーリーはトラックス社そのものへの攻撃へと移っていく。

## 登場人物
（声優はOVAの出演者）
ドール・ミュウ＝文月美憂（ふみつき みゆ）
声 - 飯塚雅弓
ショートヘア、がさつ。赤井に好意を抱く。
ドール・マイカ＝水無月舞佳（みなづき まいか）
声 - 野上ゆかな
ロングヘア、冷静。ダイエット失敗に悩む。
赤井英夫（あかい ひでお）
声 - 真殿光昭
好奇心が強い、酒屋の息子。カナヅチ。
間祥子（あいだ しょうこ）
声 - 白鳥由里
眼鏡娘。幼馴染の赤井が好きで、美憂にライバル意識を持つ。
藤堂警部（とうどうけいぶ）
声 - 山口健
長身、背広に開襟シャツ。飄々としているが、責任感が強い。
ザイクリット（クルト・ミュラー）
声 - 加藤精三
元ナチス親衛隊少佐。第二次世界大戦後にカオスを組織するとともに、トラックス社の技術顧問を務める。自らが弾圧の対象としたユダヤ人になりすまし、イスラエルでも名士として知られる一方で、正体を看破したナチ・ハンターからは狙われている。
小暮静江（こぐれ しずえ）
未婚、銃器の扱いが上手い。同作者による漫画作品『東京爆発娘』にも登場（スターシステム）。

## 書誌情報
- 少年キャプテンコミックス スペシャル『楽勝!ハイパー♥ドール』（全5巻、1995年-1997年発行）
- トラウママンガブックス『楽勝!ハイパー♥ドールHG』（全2巻、2002年発行）
- 同人誌『楽勝!ハイパー♥ドール』6～6.5（ハッピー興行新社、2006年～2011年発行）

## アニメ
1995年に全2巻のOVAとして製作された。ハイパードールのコスチュームは原作のハイレグレオタードより露出度が高く、装飾の多いビキニスーツとなっている（原作漫画でアニメ版のコスチュームを着用して恥ずかしがるシーンがある）。
各巻におまけとしてアクションと特撮を駆使した実写短編映像が収録されており、アニメの声優も顔出しで出演している。実写パートのコスチュームは原作とアニメ版をミックスしたようなハイレグレオタードで、変身後のミュウとマイカのアクションは女性スタントマンがそれぞれ担当している。

### スタッフ
- 監督：森脇真琴
- 企画：真木太郎
- 構成、脚本：もとひら了
- 原作：伊藤伸平
- キャラクターデザイン、作画監督：中村悟
- 美術監督：荒井和浩
- 色彩設定：浦畑千賀子
- 撮影監督：安津畑隆
- 編集：瀬山武司
- 音楽：根岸貴幸
- 音響監督：三間雅文
- アシスタントアニメーション監督：松本文男

実写パート スタッフ
- 監督：小中和哉
- プロデューサー：上田耕行、松本和久
- 企画：真木太郎
- 原作：伊藤伸平
- 脚本：小中千昭

出演
- ミュウ：飯塚雅弓、梛野素子（変身後）
- マイカ：野上ゆかな、田邊智恵（変身後）
- 祥子：白鳥由里
- 司令の声：沢りつお（声の出演）
- 入沢宏彰
- 青木早苗
- 中崎一嘉

### 主題歌
3曲ともに、編曲は藤原いくろうが担当。
オープニングテーマ「戦え!楽勝!ハイパードール」歌：野上ゆかな&飯塚雅弓、作詞：枯堂夏子、作曲：飛澤宏元
第1巻エンディングテーマ「モンスター」歌：野上ゆかな&飯塚雅弓、作詞：阿久悠、作曲：都倉俊一
第2巻エンディング・テーマ「ハートのエースが出てこない」歌：野上ゆかな・飯塚雅弓・白鳥由里、作詞：竜真知子、作曲：森田公一

### サブタイトル
- ACT.1 地球が地球が大ピンチ![6]（第1巻）
- ACT.2 地には平和を人には愛を!!（第2巻）

### 映像ソフト・関連商品
ビデオテープ・DVDOVAが全2巻で1995年に発売。第1巻が1995年9月25日に、第2巻が2ヵ月後の11月25日に発売されている。1998年10月23日には、ビデオ全2巻を1巻に収録したDVDが発売された。販売元はパイオニアLDC。
CD
いずれもパイオニアLDCから発売。
『楽勝!ハイパードール イメージアルバム』1995年3月10日発売。OVA主題歌3曲とBGMを収録。
『楽勝!ハイパードール 音楽篇』1995年10月25日発売。OVAの楽曲とドラマパートが交互に展開される構成。OVA主題歌3曲とドラマ「文化祭ってば大騒ぎ」前･中･後編を収録。
小説
『楽勝!ハイパードール』著者は飯野文彦。徳間AM文庫として、1995年12月20日に徳間書店より出版された。完全オリジナルストーリー。

## 補足
- 代々木アニメーション学院のテレビCMにミュウとマイカが登場していた。